# Emmanuel-Flavia Léopold
Emmanuel-Flavia Léopold est un poète martiniquais (né le 9 mai 1892 à Fort-de-France, Martinique ; décédé le 25 juin 1962 à Montauban, Tarn-et-Garonne).

## Biographie
Emmanuel-Flavia Léopold naît dans une famille pauvre et nombreuse (six enfants).
Bachelier à seize ans, il part pour la métropole, grâce à une bourse d'études. Il étudie à Toulouse, abandonne la Faculté de médecine pour se tourner vers l'histoire et la géographie. Il obtient sa licence à l'âge de vingt ans. Il enseigne ces matières au lycée Carnot de Pointe-à-Pitre.
C'est un grand amateur des Noirs Américains de la Renaissance de Harlem, notamment de Langston Hughes et de Claude McKay. Il traduit ces poètes dès 1925, puis décide d'étudier l'anglais à la Faculté. En 1929, il obtient un congé d'étude et passe une licence d'anglais. Il enseigne ultérieurement cette matière aux lycées d'Albi puis de Montauban.
Il finit sa carrière professorale dans cette ville, où il passe également sa retraite. Il meurt en 1962.

## La poésie d'E.-F. Léopold
Léopold construit sa poésie dans la grande lignée des Romantiques et des Parnassiens : le vers est toujours de facture classique, souvent imprégné d'une humeur élégiaque. Mais il n'est jamais fermé à des inspirations ni à des références contemporaines. Dans une note de lecture, son ami René Maran explique : Ame changeante et nostalgique, (il) nourrit des cadences de ses promenades mentales chacun de ses recueils de poèmes. (...) Classique, son vers qui ne porte jamais si loin que lorsqu'il se plie aux plus strictes disciplines de la métrique traditionnelle, est riche des emprunts qu'il a fait au romantisme, à l'école parnassienne, au symbolisme, au vers-librisme et même à un surréalisme assagi.

### Extraits
Je n'aurai rien aimé des choses de la terre 

O limpide matin, 

Autant que ta douceur transparente et légère 

Et ton éclat divin, 

Lorsqu'au front des coteaux dressant tes flammes roses 

Comme un foyer d'amour, 

Aux rosiers emperlés tu ravives les roses, 

O jeunesse du jour! 
Ode à la lumière du jour
Les Antilles, c'est l'éclat bleu des ciels sereins, 

C'est la salubrité sans bornes de l'espace, 

Ce sont les bananiers claquant au vent marin, 

C'est le voilier qui va s'engager dans la passe.

C'est la chanson surgie pour célébrer Ninon, 

C'est le bel-air, c'est le tam-tam, la bamboula, 

C'est le jasmin, l'ylang-ylang, le sang-dragon, 

La mulâtresse et ses innocents falbalas.
Soleil Caraïbe

Visage de tourment, je n'ai jamais revu 

Le vieux garde fumant a l'entrée du lavoir, 

Je n'ai pas retrouvé la ville surannée 

Et le logis rustique assis au bord des champs 

Où l'automne flambait comme un clair désespoir. 

J'ai couru vingt climats sans user ma douleur. 

Pour un chagrin profond la vie n'est pas bien longue. 

La terre n'est pas grande à qui chérit sa peine. 

## Travaux sur Emmanuel-Flavia Léopold
- René MARAN Le mouvement littéraire aux Antilles et à la Guyane Notes de lecture sur Léopold, pages 18 à 20,
- Jean LEBRAN Emmanuel-Flavia Léopold in Revue régionaliste des Pyrénées 42e année, nos  139-140, juillet-décembre 1958, pages 134-137,
- Michel Manoll Emmanuel Flavia Léopold, Œuvre radiophonique, 1974.
- (sous la Direction de Florence DELBART-FAURE) Montauriol-Poésie N° 82 Printemps 2011, Rubrique Découverte page 111 à 115.